# Bring me up!
「Bring me up!」（ブリング ミー アップ）は、久保田利伸の38枚目のシングル。2013年5月22日にSME Recordsから発売された。

## 概要
「声にできない」から1年8ヶ月ぶりのシングル。フォルクスワーゲン「up!」TV-CMソング。ミュージック・ビデオ収録DVD付の初回限定盤と通常盤の2形態で発売。

## 収録曲
1. Bring me up!
  - 作詞・作曲：久保田利伸　編曲：柿崎洋一郎
2. My Cherie Amour
  - スティーヴィー・ワンダーのカバー
  - 作詞・作曲：スティーヴィー・ワンダー,ヘンリー・コズビー,シルバ・モイ　編曲：川口大輔
3. Bring me up!（Instrumental）

### 初回限定盤DVD
1. Bring me up! MUSIC VIDEO